# روبرت فولفورد
روبرت فولفورد (13 فبراير 1932 – 15 أكتوبر 2024) هو محرر وصحفي كندي، ولد في 13 فبراير 1932.

## وصلات خارجية
- الموقع الرسمي
- روبرت فولفورد على موقع IMDb (الإنجليزية)
- روبرت فولفورد على موقع ميوزك برينز (الإنجليزية)